# Niedersachswerfen

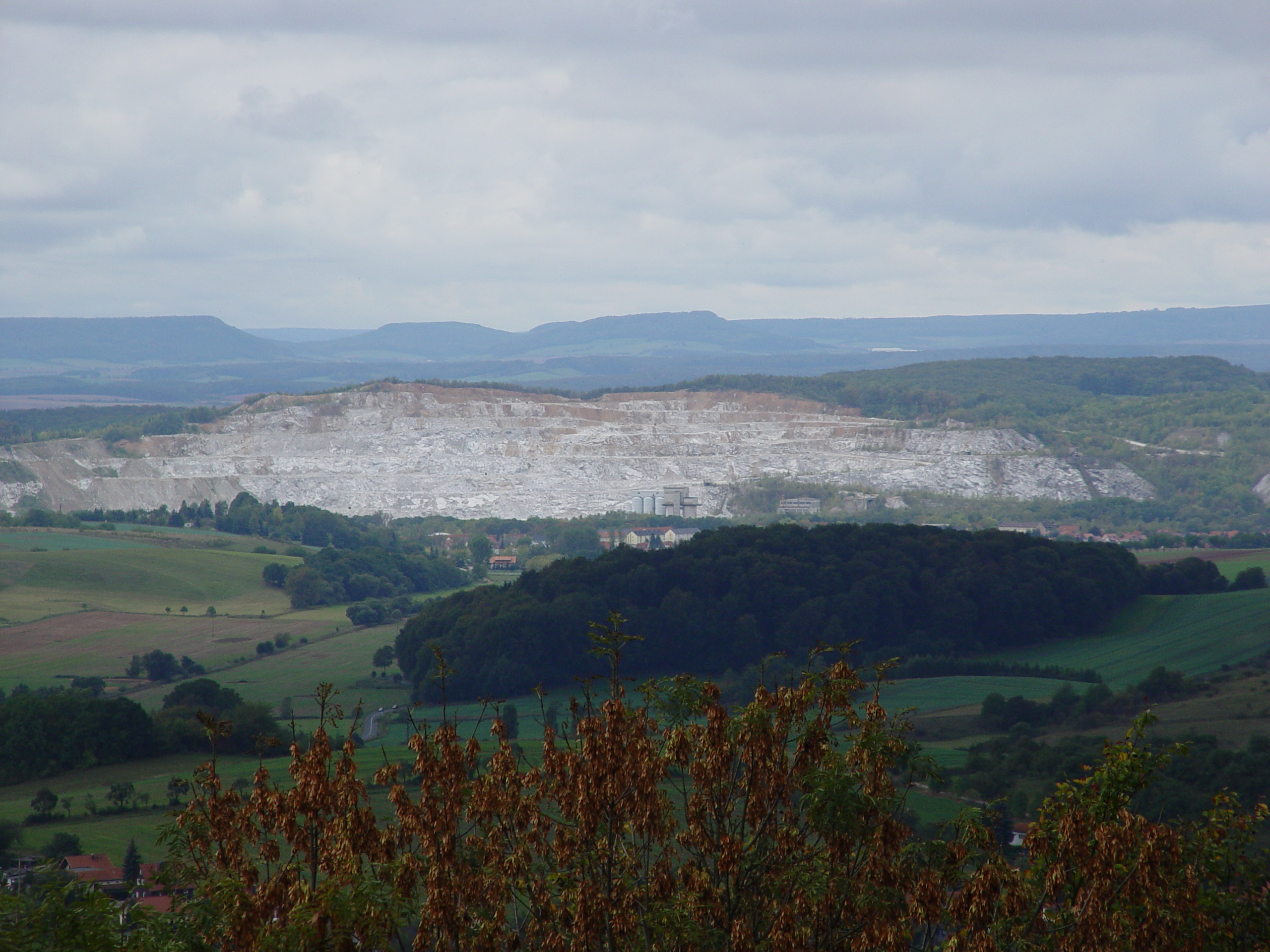
Anhydrit-Abbau am Kohnstein

Niedersachswerfen (Mundart Sachswerfe) ist ein Ortsteil der Gemeinde Harztor im Landkreis Nordhausen im Freistaat Thüringen.

## Geographische Lage
Niedersachswerfen liegt im Süden des Harztorer Gemeindegebietes zwischen Nordhausen im Süden und Ilfeld im Norden, nordwestlich der Rüdigsdorfer Schweiz, einem Teil der Gipskarstlandschaft des Südharzes. Durchflossen wird Niedersachswerfen von der Zorge und der Bere.

## Geschichte
Nach lokaler Überlieferung markiert der Ortsname Sachswerfen im Mittelalter lange zwei Orte, Ober- und Niedersachswerfen. Der alte Name Saxwerpen oder Sahswirpen (diverse Schreibweisen) soll in der Gegend um das 5. Jahrhundert aufgekommen sein. Bisher ging man davon aus, dass diese Orte an der südlichen Grenze des Gebietes, welches nach dem Sieg über das Königreich der Thüringer im Jahre 531 von den Sachsen eingenommen wurde, gelegen waren. Die um Niedersachswerfen gelegenen Anhöhen – der Kohnstein und Mühlberg – waren durch ihre natürlichen Gegebenheiten bereits in frühgeschichtlicher Zeit als Siedlungsplatz willkommen und wurden durch den Aufbau von Befestigungsanlagen gesichert.
Ein Bezug besteht zum im Mittelalter lange gleich bezeichneten Obersachswerfen. Aber, die Bedeutung des Namens wurde früher auf die germanischen Sachsen bezogen. Nach heutiger Meinung jedoch ist der Bezug auf die Wortbedeutung mit „Stein“ gegeben, der Ort ist bis heute vom Gipskarst gekennzeichnet.
Mehrere alte Passagen durch Kappelbach, Bere oder Zorge wie bspw. die Dietfurt waren schon in alter Zeit bekannt. Der alte Heidenstieg (Kaiserweg) verläuft durch die heutige Ortschaft. In einer Kopie aus dem 12. Jahrhundert ist „in villa Sahswirphen“ bereits 780 verzeichnet. Auch in Fulda findet sich der Name: „Hadabrant (822-842) überträgt dem heiligen Bonifatius (Kloster Fulda) seine Güter in den Dörfern Sachswerfen und Gudersleben mit Hörningen.“ „So ist es … jener Hadabrant …, der im 9. Jahrhundert seine Güter in Sahswirpen ...übereignete. Südlich von diesem Sachwerfen lag benachbart Criemhilterot = Crimderode...“. Für das Kloster Walkenried ist überliefert, dass Sachswerfen, neben Woffleben, zu den ursprünglichen Gütern gehörte, das Kloster selbst sei nach Stiftung (1125) im Jahre 1137, zum zweiten Male, eingeweiht. Theoderich von Sachswerfen bezeugt 1127 zur Stiftung des Klosters Walkenried. Für anno 1140 wird der Besitz der Freien Reichs-Abtei Walkenried in Niedersachswerfen noch bestätigt: „Das Gut in Sachs-Werff Diß Dorff lieget zwischen Northausen und Closter Ilfeld…“. Im 12. Jahrhundert ist Niedersachswerfen offenbar Krongut als Reichsgutdorf und liegt im Landgerichtsbezirk der Grafschaft Klettenberg, bis diese 1254 auf die Grafen von Ho(h)nstein überging. Offenbar bestand eine Burgmannenschaft bzw. ein Rittergeschlecht bspw. mit einem Walug von Sachswerfen, der in alten Urkunden Ende des 12. Jahrhunderts begegnet. Als die Kirche von Windehausen 1208 in einer Ilfelder Klosterurkunde eine Hufe Land in Sachswerfen an Ilfeld abtrat, gilt dies als das offizielle Gründungsjahr von Niedersachswerfen. Im 13. Jahrhundert führt ein „Wernerus de Sachswerfen“ mit dem Christusmonogramm ein Siegel, welches in der Mitte einen Dreiecksschild mit einem achtspeichigen Wagenrad ausweist. 1247 bestätigt Papst Innozenz IV. in Layon dem Kloster Ilfeld Besitzungen auch in Niedersachswerfen, welches zu einem Ilfelder Klosterdorf avancierte. Offenbar wohnten auf dem Rittergut in Niedersachswerfen um 1290 auch andere Adlige, wie Bertold von Lupfershausen (1290). Auf dem Rittergut in Niedersachswerfen sind zur Zeit des Amts Hohnstein auch die Herren von Kragen verzeichnet. 1417 kam das Amt Hohnstein mit Niedersachswerfen zur Herrschaft des Grafen zu Stolberg. Aus dem ehemaligen Walkenrieder Klostergut wurde ein gräfliches Tafelgut (Vorderstrasse).
Als 1525 Thomas Müntzers Abgesandte predigten, riefen sie die Bauern gegen ihre Unterdrücker auf. So kam es, dass ab 1. Mai 1525 unter Führung des Ortsschulzen von Saxwerfe die Bauern mit Sensen, Gabeln und Dreschflegeln bewaffnet u. a. das Kloster in Ilfeld stürmten. Nach Niederschlagung des Bauernkriegs wurden allein von Sachswerfen der Schultheiß mit neun Bauern nach „peinlicher Befragung“ in Stolberg gehenkt. Jedes Haus musste fünf Gulden Strafe zahlen. Im 16. Jahrhundert wurde der Ort von einem als „Mortbrenner“ erwähnten Brandstifter, den man im Juli 1537 auf dem Scheiterhaufen in Wernigerode verbrannte, in Schutt und Asche gelegt. Als erster evangelischer Pfarrer predigte Andreas Wacker ab 1556 hier. Während des Siebenjährigen Krieges musste Niedersachswerfen 1757 eine etwa 2500 Mann starke französische Besatzung versorgen, diese war nach der verlorenen Schlacht bei Roßbach in das Gebiet Südharz – Eichsfeld zurückverlegt worden. Nach dem Tod des Grafen Ernst VII. im Jahr 1593 beanspruchten die Herzöge von Braunschweig die Grafschaft Hohnstein als heimgefallenes Lehen für sich, wobei im Westfälischen Frieden von 1648 der westliche Teil der Grafschaft dem Kurfürstentum Brandenburg zugesprochen wurde; Niedersachswerfen blieb jedoch bis in die napoleonische Zeit welfisch.
Am 13. November 1788 hat es eine Feuersbrunst größten Ausmaßes gegeben, der binnen einer Stunde 40 Häuser, 37 Scheunen, etwa 100 Pferde- und Kuhställe nebst Holzschuppen zum Opfer fielen. Im August 1864 brach im Gehöft des Ackermanns August Hotze, gegenüber der Schule, ein Feuer aus, das 30 Gebäude bis an das Tafelgut in Asche legte. Beim Aufbau dieser Gehöfte wurde die alte Dorfstraße — heutige Vorderstraße — begradigt.
Nach der Niederlage der Preußen bei Jena und Auerstädt 1806 flüchtete die preußische Armee über Nordhausen. Dabei wurde Sachswerfen Sammelpunkt eines Teiles der preußischen Armee. Als am 16. Oktober 1806 die französischen Kanonenkugeln in Sachswerfen einschlugen, floh die Bevölkerung auf den Mühlberg und von dort in die Harzberge. Am nächsten Tag rückten die Franzosen ein und plünderten den Ort.Sachswerfen kam nach dem Tilsiter Frieden als Teil des Kantons Neustadt zum Königreich Westphalen. Das Ende der französischen Fremdherrschaft kündigte im April 1813 der Major Hellwig an, der im Handstreich mit seinen Husaren Nordhausen besetzte. Wenige Tage später folgten russische Truppen. Im Jahre 1848 nahmen auch Sachswerfer am revolutionären Geschehen teil. In den schwarz-rot-gold ausgeschmückten Gaststätten wurden fortschrittliche Reden gehalten. In Ilfeld, Neustadt und in Niedersachswerfen wurden Bürgerwehren gebildet. Ihre Empörung gegen die Willkürakte der Regierung brachten die Sachswerfer Einwohner darin zum Ausdruck, dass sie im Harz Holz ohne Erlaubnisschein der Obrigkeit schlugen. Erst als Militär aus Hannover in die Grafschaft einquartiert wurde, unterband man die Aktionen. 1866 kam Niedersachswerfen nach der Schlacht bei Langensalza zu Preußen. 1883 sind 50 Kinder an Masern gestorben. Der Ort gehörte dem 1852 gegründeten Amt Hohnstein an, dessen Sitz erst in Neustadt unterm Hohnstein und ab 1859 in Ilfeld war. Nach dem Übergang an Preußen wurde das Amt mit den Ämtern Elbingerode und Zellerfeld dem Kreis Zellerfeld zugeordnet und 1885 schließlich dem Kreis Ilfeld, einer Exklave der Provinz Hannover, umgeben von der Provinz Sachsen. 1932 wurde diese Exklave aufgelöst, indem das Gebiet dem Landkreis Grafschaft Hohenstein im Regierungsbezirk Erfurt zugeschlagen wurde, weswegen Niedersachswerfen nach dem Zweiten Weltkrieg thüringisch wurde.
Die Nutzung von Gips und Dolomit hat eine lange Tradition. Berühmt wurde der „Hohnsteiner Alabaster“, der auch am Kirchberg gewonnen worden ist. Im 13. Jahrhundert sind Kalkhütten erwähnt, im 16. Jahrhundert dann auch drei Gipsöfen. Noch im 19. Jahrhundert gab es neben Öl- und Schneidmühlen Kalkhütten, Schwerspat-, Lenzinmühlen sowie mehrere, Gips verarbeitende Betriebe (Probst, Otte, Bernsdorf, Süßmilch, Schmidt, Mohr, Kaselitz, Liesegang), zu denen tlw. auch Mühlen direkt gehörten. Zu den bekanntesten Mühlen gehörten die Johannis-, Kohnstein-, Unter- & Obermühle sowie der Kupferhammer, der auch zeitweise im Gipswerk Niedersachswerfen geführt wurde. Ab 1917 investierte die BASF für das Ammoniakwerk Merseburg, die späteren Leuna-Werke (DDR, ab 1951: VEB Leuna-Werke „Walter Ulbricht“) in das Gipswerk am Kohnstein, hier wird bis heute Anhydrit und Gips im Tagebau abgebaut und verarbeitet. Der Betriebsteil Gipswerk Niedersachswerfen der Leuna-Werke hatte als Rohstoffbasis seine Bedeutung für die Düngerproduktion (Ammonsulfat), Baustoffe (Fließestriche, Porenanhydritsteine) sowie für die Zement – und Schwefelsäureherstellung. Ab 1990 wurde daraus das Harzer Anhydritwerk, welches durch die Treuhandanstalt an die Fa. Wildgruber veräußert wurde, dies wiederum wurde 2003 stillgelegt, Teile der Gewinnungsrechte und Anlagen wurden an die Firma Knauf sowie den heutigen Bergwerksbetreiber verkauft. Als Renaturierungsmaßnahme hat man Abraum aus dem Bauvorhaben Stuttgart 21 im südlichen Teil des Kohnstein deponiert. Der Mühlberg dagegen steht heute weitgehend unter Naturschutz, hier gibt es ein Wandergebiet, mit dem Feuersalamanderpfad besteht ein Rundweg.
Im 20. Jahrhundert wurde südwestlich von Niedersachswerfen eine Stollenanlage im Kohnstein angelegt, die zunächst als Treibstofflager der Wehrmacht verwendet wurde. Bei der Errichtung des Treibstofflagers mussten unter Führung der Wifo und der Leunawerke (Ammoniakwerk Merseburg) zwischen 300 und 700 Personen aus verschiedenen Ländern Zwangsarbeit leisten. 1943 wurde das Treibstofflager von KZ-Häftlingen zur Rüstungsproduktionsstätte Mittelwerk (V2 / A4-Rakete) umgebaut, ab 1944 auch für das Nordwerk (Junkers, Jägerstab), wozu an der Südseite des Kohnstein ein eigenes Konzentrationslager angelegt wurde. Auf der Ostseite des Kohnsteins in Niedersachswerfen befand sich eine GESTAPO-Baracke, in der u. a. auch Albert Kuntz verhört und misshandelt worden ist. Im Ort Niedersachswerfen selber mussten Frauen und Männer u. a. aus Polen im Gipswerk Probst und auf Baustellen, Werkstätten, Höfen und am Mühlberg (Stollen) Zwangsarbeit verrichten. Es gab mehrere Barackenlager in der direkten Ortslage (bspw. Nordhäuser Straße, Eberthof, Bereich Teichstraße, Leipziger Straße).
Aus der Firma Karl Hoffmann & Sohn entwickelte sich im 20. Jahrhundert ein Unternehmen der Kälteanlagentechnik, auch Gewerbe- und Kleinkühlschränke wurden hergestellt und entwickelt. Das Unternehmen wurde zur NS-Kriegsproduktion in den Komplex Mittelbau eingegliedert, eine Technologie im Duraluminium Prozess für die Junkers, Flugzeugbau und das Jäger-Programm (Nordwerke), waren ein Grund dafür. 1948 wurde der Betrieb entschädigungslos enteignet und über den VEB Apparatebau Niedersachswerfen zum VEB Kältetechnik Niedersachswerfen umgewandelt, einem Betrieb, der in der DDR zu einem bedeutenden Produzenten im Segment der Kältetechnik, insbesondere zu Tiefkühlschränken avancierte und 1988 fast 1000 Mitarbeiter beschäftigte. Im RGW war der Betrieb auch zuständig für die Eisfreezer. Der Betrieb war von 1970 bis 1990 Teil des Kombinats ILKA Luft- und Kältetechnik. Im Wesentlichen ging der Betrieb ab 1991 unter. Heute gibt es aber die Bundesfachschule für Kälte-Klima-Technik am Ort.
Am 1. Januar 2012 schloss sich Niedersachswerfen mit dem Nachbarort Ilfeld zur Gemeinde Harztor zusammen.

### Einwohnerentwicklung
Entwicklung der Einwohnerzahl (Stand: 2011):
| - 1994: 3610 - 1995: 3540 - 1996: 3541 - 1997: 3541 | - 1998: 3493 - 1999: 3476 - 2000: 3487 - 2001: 3470 | - 2002: 3407 - 2003: 3354 - 2004: 3349 - 2005: 3323 | - 2006: 3281 - 2007: 3286 - 2008: 3241 - 2009: 3258 | - 2010: 3257 - 2011: 3174 |

## Kultur und Sehenswürdigkeiten
Niedersachswerfen hat heute 4 gesetzlich geschützte Bodendenkmäler, den Faciusgraben (Mühlberg), das Steinkreuz am Regensborn, die Ruine St. Johannis-Kirche/Byschofrode sowie das Riesenhaupt (Rievenheiwet).

### Wallburg Kohnstein (abgetragen)
Seit der Jungsteinzeit siedelten Menschen im Tal der Zorge und nutzten den Kohnstein mit seinen steil zum Tal abfallenden Hängen als natürlich geschützten Platz. In der Hallstattzeit wurde auf der Hochfläche mit dem Bau einer Wallburg begonnen, doch noch vor der Fertigstellung wurde die Anlage durch Feuer zerstört. Weil der Kohnstein geologisch aus Anhydrit besteht und dieses Gestein einen hohen Wert für die Bau- und Grundstoffindustrie besitzt, wurde bereits vor Jahrhunderten mit dem Abbau des Gesteins an der Nordostseite des Berges begonnen. Inzwischen hat der Tagebaubetrieb die Fläche der einstigen Wallburg restlos abgetragen.

### Faciusgraben
Eine weitere, in Fragmenten erhaltene Wallburg wird als Faciusgraben bezeichnet. Er befindet sich auf dem nördlich des Kohnstein gelegenen Mühlberg. Der Name soll sich der Sage nach auf einen römischen Feldherren beziehen, welcher dort begraben liege. Weitere Varianten sind zu einer heidnischen Gottheit oder in einem Bezug zum Bonifatius (Winifred), dem Apostel der Deutschen, überliefert.

### Steinkreuz am Regensborn (Mühlberg)
Hier soll demnach der Hildesheimer Dragoner Ernst Nordhoff vom französischen Corps Chasseurs de Fischer am 18. Oktober 1757 erschossen worden sein.

### Riesenhaupt
Das Riesenhaupt in Niedersachswerfen (51° 32′ 52″ N, 10° 46′ 4,9″ O) ist ein geschütztes Bodendenkmal. Es handelt sich hierbei um einen ovalen, 26 × 38 Meter in der Ausdehnung messenden und bis zu vier Meter hohen, künstlich aufgeschütteten Erdhügel. Noch im Spätmittelalter diente er als Gerichtsplatz. Ursprünglich soll sich auf der Anhöhe ein steinerner Wehrturm befunden haben, damit entspricht dieses Bauwerk dem Burgentyp einer Hochmotte. Der Bezug auf eine volkstümliche Sage zu einem „Riesen, der hier die Schuhe auszog“, ist in Bezug auf Riewe oder Riese heute namensgebend für das Riesenhaupt.
Das Riesenhaupt soll nachweislich ab dem 13. Jahrhundert ein Hohnsteiner Gerichtsort gewesen sein. „Mit Bank und mit Grafen / Beamten: rings um den Hügel herum standen nach alter deutscher Sitte die erwachsenen männlichen Einwohner als Gerichts-Umstand, in Gegenwart der oder des Grafen Dietrichs II. und/oder Heinrichs III. von Honstein.“ Eine Ilfelder Klosterurkunde berichtet: „am 4. Febr. 1290 habe der in (Nieder-)Sachswerfen auf dem Rittergute wohnende Berthold von Lupfershausen … ,offenbar auf dem Riesenhaupt, einen Kauf getätigt.“ Im 16. Jahrhundert wird auf einer Karte der Grafschaft Hohnstein das Riesenhaupt mit einem Galgen gezeigt. Seit August 2023 hat die Ortschaft eine Infotafel am Riesenhaupt aufgestellt, die barrierefrei die Geschichte visualisiert und auch die alte Sage vom „Riewen“ erlebbar macht, die grafische Gestaltung hat Reimut Baumgarten (Niedersachswerfen) entworfen. Am 3. Mai 2024 eröffnete die Ortschaftsbürgermeisterin Katrin Schönemann den neuen Begegnungs- und Informationspunkt Riesenhaupt, der auch einen Lichtpunkt und einen neuen, achteckigen Pavillon mit Sitzbänken bietet.

### St.-Johannis-Kirche
Auf dem Kirchberg, einer alten Kultstätte der heidnischen Vorfahren, errichteten die ersten christlichen Sendboten des Bonifatius vom Kloster Fulda die erste Kapelle (ab 8. Jahrhundert) und gründeten das Örtchen Bischofferode (Wüstung), welches u. a. 1311 ecclesia in Byschofrode erwähnt wird. Mit dem Höfchen und der Mühle. Heute findet man Reste des Ruinenhügels sowie einen ca. 1,2 m breiten Wall, eine Sage berichtet von einer Glocke. Die Kirche wurde Johannes dem Täufer geweiht. Spätestens mit dem Fleglerkrieg (um 1412) war diese befestigte Kirche wüst und die einstigen Orte Bischofferode, Ballrode und Wallrode schlossen sich mit Sachswerfen zusammen. Die dort bestehende Kirche, die dem Apostel Paulus geweiht war, erhielt den Doppelnamen St. Johanni-Pauli (S.S. Johannes und Paulus).

### Gedenkstätten
- Vor dem ehem. Anhydritwerk erinnerte ein Gedenkstein an den kommunistischen Funktionär und Widerstandskämpfer Albert Kuntz, der 1945 im KZ Dora-Mittelbau ermordet wurde. Auf dem einstigen Lagergelände selbst befindet sich heute die KZ-Gedenkstätte Mittelbau-Dora. An Albert Kuntz erinnert seit 1952 die Albert-Kuntz-Straße, früher wurde eine Arbeiterwohngenossenschaft nach ihm benannt.[46]
- Seit 1984 wird mit einer Stele auf dem Thälmannplatz der KZ-Häftlinge gedacht, die bei einem Todesmarsch des KZ Dora-Mittelbau im Frühjahr 1945 durch den Ort getrieben wurden.
- Vertriebenen-Denkmal „Dank den Müttern jener Zeit“ mit Sockeltext eines Zitats von Albert Schweizer, befindet sich seit 2022 auf dem Friedhofsgelände. Es wurde vom Bildhauer Lothar Rechtacek, der in Niedersachswerfen auch zur Schule ging, 2005 geschaffen. Es ist den deutschen Heimatvertriebenen gewidmet.[47]
- In der Kirche St. Johanni-Paul befinden sich: Ehrenmal für die Gefallenen des Deutsch-Französischen Krieges 1870/1871 sowie das Ehrenmal für die Gefallenen des Ersten Weltkrieges (von Ernst Hartung (1894–1944)) und das Ehrenmal für die Gefallenen des Zweiten Weltkrieges 1939–1945 und der Opfer alliierter Besatzung 1945–1949.
- Denkmal-Mauer mit Ensemble für die Gefallenen des Ersten Weltkrieges, auf dem Friedhof (von Paul Nisse (1869–1949)).[48]
- Dietrich Bonhoeffer-Haus (Bonhoefferhaus): In Gedenken an den Lutheraner Dietrich Bonhoeffer, der als Märtyrer der evangelischen Kirche im Zeitalter des Nationalsozialismus gilt. Hier finden auch die überregional beachteten Bonhoefferwochenenden statt, die der Evangelische Kirchenkreis Südharz (EKM) veranstaltet. Die Benennung geht auf Initiative von Pastor Wolfgang Bornschein (1930–2012) im Jahr 1986 zurück.

### Der Kohnstein
Prägend für den Kohnstein ist das grau-weiß anmutende Gestein, das hier bis zu 200 m mächtig anstand. Es handelt sich dabei um die Sulfatgesteine Anhydrit (CaS04) bzw. Gips (CaS04 x 2H2O), am Kohnstein dominiert aber Anhydrit. Der begehrte Bodenschatz entstand im Zechsteinmeer vor etwa 240 Mill. Jahren. Der Kohnstein bietet Ausblicke und vielfältige Wanderwege.

### Infopunkt Kohnstein
Ecke Schulstraße/Am Bahnhof zur Geschichte, Denkmal für verunglückte Bergleute, Gipswerk Niedersachswerfen, Fund Wollnashorn und die Gängertalshöhle (Grafik: R. Baumgarten).

### Sport
Ein Turn- und Sportverein wurde 1885 mit dem MTV, dem Männer-Turn-Verein, der heute ebenso Frauen und Jugendlichen eine sportliche Heimat bietet und breit aktiv ist, gegründet.
Der SV Hannovera Niedersachswerfen konnte 2011 auf 100 Jahre Fußballgeschichte zurückblicken. Am 14. Juni 1911 gegründet nahm der Verein noch im selben Jahr den Spielbetrieb auf einem Sportplatz „Am Zoll“ auf. Später, nach dem Ersten Weltkrieg, ab ca. 1922 wurde auf dem in Eigenleistung angelegten Sportplatz „Am Hegerasen“ gespielt.
Nach dem Zweiten Weltkrieg entstanden mit der Bildung Volkseigener Betriebe parallel dazu Betriebssportgemeinschaften. Trägerbetrieb des Vereins waren nun die VEB Leuna-Werke „Walter Ulbricht“, Gipswerk Niedersachswerfen. Der SV Hannovera wurde 1948 zur „BSG Chemie Niedersachswerfen“ und spielte später auf einem neuen Sportplatz „Am Kupferhammer“. Unter dem Namen „BSG Chemie Niedersachswerfen“ spielte sie bis 1990. Seit der Wiedervereinigung Deutschlands spielt der Verein wieder unter dem Namen seiner Gründung.
Im Jahr 2016 gewann das Herrenteam den Kreispokal nach einem 2:0-Sieg im Finale gegen den FSV 06 Holzthaleben.

## Politik

### Ortsrat
Seit der letzten Kommunalwahl vom 26. Mai 2019 setzt sich der Ortschaftsrat wie folgt zusammen:
- CDU: 5 Sitze
- Bürgerforum Harztor, Unabhängige Wählerliste (BF-UWL): 4 Sitze
- SPD: 1 Sitz

### Wappen und Flagge
Am 27. Februar 1997 erhielt die Gemeinde Niedersachswerfen die Genehmigung zur Führung eines Wappens und einer Flagge. Der Wappenentwurf stammt von Frank Jung.
Wappenbeschreibung
„In Gold ein grüner Dreiberg, darauf eine grüne Linde, rechts beseitet von einem grünen, sechsspeichigen Rad, links beseitet von einem grünen Mühlrad, der Dreiberg belegt mit einer goldenen, auf der Spitze stehenden Pflugschar.“
Flaggenbeschreibung
„Die Flagge von Niedersachswerfen ist grün-gelb gespalten und trägt das Gemeindewappen.“

## Religion
Die evangelisch-lutherische Kirche St. Johannis-Pauli gehört zum Kirchenkreis Südharz.
1946 wurde die katholische Pfarrvikarie Niedersachswerfen gegründet, weil der zum Bistum Hildesheim gehörende Ort durch die Errichtung der Zonengrenze vom Bistum Hildesheim abgeschnitten wurde. 1952 wurde das Grundstück eines ehemaligen Sägewerks erworben und zunächst im Wohnhaus eine Kapelle eingerichtet. In der Baracke des Sägewerkes wurde die Kirche St. Johannes Nepomuk eingerichtet und am 29. Mai 1975 eingeweiht, die Kapelle im Wohnhaus wurde zu einem Gruppenraum umfunktioniert. Während der DDR war die Kirche dem Apostolischen Administrator von Erfurt und Meiningen unterstellt, zuletzt gehörte sie zur Pfarrgemeinde Nordhausen und zum Bistum Erfurt. Am 1. November 2013 erfolgte die Profanierung der Kirche, katholische Gottesdienste finden heute in der evangelisch-lutherischen Kirche statt. Das Grundstück mit der Kirche und dem Pfarrhaus wurde verkauft, die Kirche inzwischen abgerissen.

## Verkehr

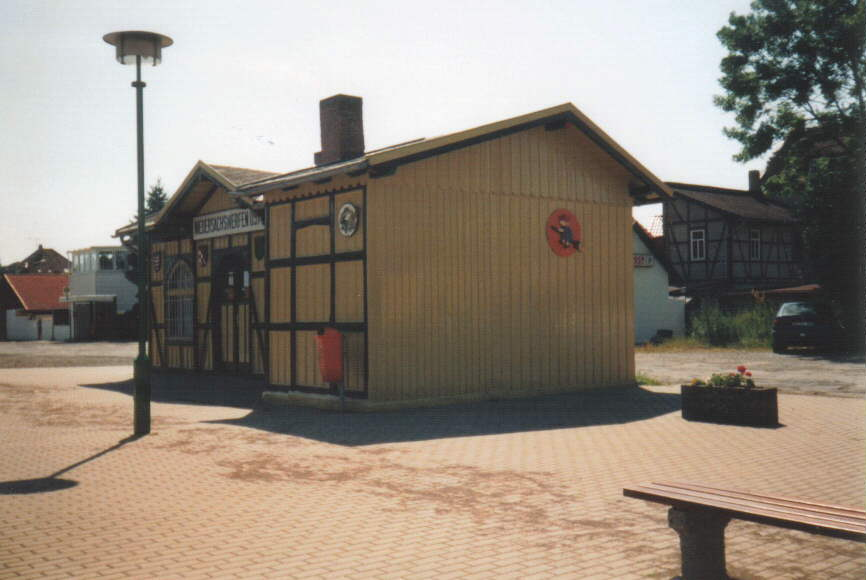
Haltepunkt Niedersachswerfen Ost der HSB

Niedersachswerfen liegt an der Bundesstraße 4 und besitzt zwei Stationen – eine an der Südharzstrecke (Niedersachswerfen) und eine an der Harzquerbahn (Niedersachswerfen Ost). Die Harzquerbahn wird von den Harzer Schmalspurbahnen betrieben. Die Fahrzeit nach Nordhausen liegt mit den Zügen der HSB bei 18 Minuten (2003). Des Weiteren befinden sich entlang der HSB-Strecke zwei (Bedarfs-)Haltepunkte: Niedersachswerfen Herkulesmarkt und Niedersachswerfen Ilfelder Straße. Täglich fährt ein Dampfzug (10:25 Uhr) zum Brocken. Die Fahrzeit nach Nordhausen mit der Deutschen Bahn beträgt lediglich 6 Minuten (2006). Im Stundentakt verkehren täglich Regionalbahnen nach Ellrich, Northeim und Göttingen.

## Persönlichkeiten
- Lorenz Rhodomann (1546–1606), Pädagoge, lutherischer Theologe, Historiker und Philologe
- Johann Andreas Schmalbauch (1851–1904), Unternehmer und 1898 Gründer der Firma J. A. Schmalbauch
- Otto Gerlach (1866–1914), Landarzt
- Elisabeth Frerichs (1883–1967), Politikerin
- Kurt Tilsner (1909–1989), Maler
- Martin Döring (* 1924), Jurist und Verwaltungsbeamter
- Richard Exner (1929–2008), deutschamerikanischer Literaturwissenschaftler, Lyriker und Übersetzer
- Udo Preuße (* 1945), Fußballspieler
- Tim Peter (* 1997), Volleyballspieler

## Sonstiges
Als Zeugnisse eines derben Volkshumors bildeten sich bereits vor Jahrhunderten Besonderheiten charakterisierende Neck- und Spitznamen heraus. Demnach wurde der Ort auch „Arreehausen“ genannt – eine Anspielung auf die Franzosenzeit 1757, als über Monate für den Zugang in das Dorf von den französischen Posten mit ihrem Befehl „Arret!“ Leistungen gefordert worden sind.
Ab 1368 sind einige Kalkröstereien am Kohnstein genannt, 1728 bis 1768 baute man am Mühlberg und aus der Umgebung Kupfer ab und verhüttete es. Im 17. und 18. Jahrhundert wurden Handschmelzerarbeiten aus Alabaster hergestellt. Auch gab es schon vor einigen Jahrhunderten Ziegeleien, Ölmühle und Brauerei in Sachswerfen.